# Марушиха
Марушиха (устар. Марушью) — река в России, протекает в Республике Коми по территории района Печора, к северу от города Печора. Устье реки находится в 864 км по правому берегу реки Печора. Исток лежит в болотах около озера Керкатывад. Длина реки составляет 27 км.

## Данные водного реестра
По данным государственного водного реестра России относится к Двинско-Печорскому бассейновому округу, водохозяйственный участок реки — Печора от водомерного поста у посёлка Шердино до впадения реки Уса, речной подбассейн реки — бассейны притоков Печоры до впадения Усы. Речной бассейн реки — Печора.
Код объекта в государственном водном реестре — 03050100212103000064532.